# یوردان لچکوف
یوردان لچکوف (به بلغاری: Йордан Лечков) (زاده ۹ ژوئیه ۱۹۶۷ اسلیون بلغارستان) بازیکن سابق تیم ملی فوتبال بلغارستان بود.

## زندگی ورزشی
اکثر فوتبالدوستان وی را به واسطه گلی که در مرحله یک چهارم نهایی جام جهانی ۹۴ با ضربه سر وارد دروازه تیم ملی آلمان کرد، به یاد می‌آورند. او که آن سالها در تیم هامبورگ و در بوندسلیگا توپ می‌زد، گل طعنه آمیزی را به مدافع عنوان قهرمانی زد و باعث حذف آلمان از جام جهانی شد.

## افتخارات
- بلغارستان
  - جام جهانی فوتبال: مقام چهارم ۱۹۹۴
- زسکا صوفیه
  - لیگ حرفه‌ای آ فوتبال بلغارستان: ۱۹۹۲
- اسلیون
  - جام حذفی فوتبال بلغارستان: ۱۹۹۰
- بشیکتاش
  - جام حذفی فوتبال ترکیه: ۱۹۹۸